# さよならは天使のはじまり
「さよならは天使のはじまり」（さよならはてんしのはじまり）は、浜本沙良のデビューシングル。1994年6月17日にフォーライフ・レコードから発売された。

## 概要
- NTT DoCoMo関西のCMソングとして使用された[2]。
- 2曲とも、同年7月21日に発売されたアルバム『Puff』に収録された[3]。
- 2015年9月1日より、タワーレコードミュージックとレコチョクで配信販売が開始された[4]。

## 収録曲
（全作曲：羽場仁志、編曲：有賀啓雄）
1. さよならは天使のはじまり [5:00]
作詞：松井五郎
  - NTT DoCoMo関西「愛の嵐の物語」CMソング[2]
2. いつも eyes to me [5:31]
作詞：夏野芹子
3. さよならは天使のはじまり（オリジナル カラオケ） [4:57]

## 参加ミュージシャン
| さよならは天使のはじまり - ギター：斎藤誠 - ベース：有賀啓雄 - コーラス：有賀啓雄 - キーボード：有賀啓雄 - アコースティックピアノ：松田真人 - オルガン：松田真人 - トランペット：荒木敏男 - トロンボーン：村田陽一 - サックス：山本拓夫 - シンセサイザーオペレーター：橋本茂昭 | いつも eyes to me - ギター：林部直樹 - ベース：有賀啓雄 - コーラス：有賀啓雄 - キーボード：有賀啓雄 - ドラムス：阪口良二 - アコースティックピアノ：松田真人 - エレクトリックピアノ：松田真人 - サックス：金子隆博 - シンセサイザーオペレーター：橋本茂昭 |

## 収録アルバム
| 曲名                     | 収録アルバム | 発売日        | 規格品番  |
| ------------------------ | ------------ | ------------- | --------- |
| さよならは天使のはじまり | 『Puff』     | 1994年7月21日 | FLCF-3519 |
| いつも eyes to me        | 『Puff』     | 1994年7月21日 | FLCF-3519 |